# ロベルヴァルの秤

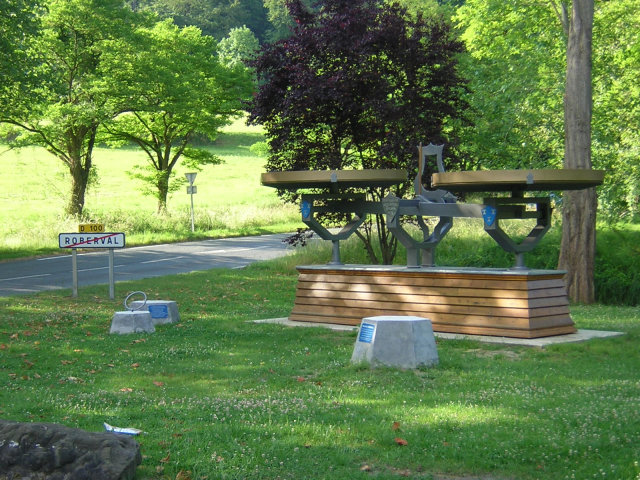
ロベルヴァルの秤

ロベルヴァルの秤（のはかり）またはロベルヴァル機構は17世紀のフランスの数学者、ジル・ド・ロベルヴァルが発明した秤のメカニズムである。日本では調剤用の上皿天秤などとして広く用いられた。
リンクを使って秤量用の上皿が平行に運動するようにしたものである。中央を回転可能に支えた2本の水平ビームを2本の垂直のビームでつなぐことによって、垂直ビームの取り付けられた上皿は水平に保たれたまま運動することになる。それまであった吊り式の天秤に比べて、精度よく作るのにより技術が必要とされるが、計量のし易さにより、長く用いられることになった。